# Evan Trupp
Evan Trupp (* 22. Oktober 1987 in Anchorage, Alaska) ist ein ehemaliger US-amerikanischer Eishockeyspieler, der unter anderem für die Augsburger Panther und Iserlohn Roosters in der Deutschen Eishockey Liga (DEL) sowie den Dornbirner EC in der Erste Bank Eishockey Liga (EBEL) aktiv war. Seit dem Ende seiner Spielerkarriere ist er als Eishockeytrainer im Juniorenbereich tätig.

## Karriere
Evan Trupp wurde im Futures Draft der United States Hockey League (USHL) im Jahr 2004 in der zweiten Runde von den Des Moines Buccaneers ausgewählt, absolvierte anschließend aber nur ein Spiel für das Team, bevor er zur Saison 2005/06 zu den Penticton Vees aus der British Columbia Hockey League (BCHL) wechselte. Nach 79 Scorerpunkten in 59 Partien wurde er zum Rookie of the Year der Interior Conference gewählt.
Von 2007 bis 2011 spielte Trupp für das Eishockeyteam der University of North Dakota (UND), an der er parallel ein Studium im Tourismus-Bereich absolvierte. In den Spielzeiten 2009/10 und 2010/11 gewann er mit seiner Mannschaft die Meisterschaft in der Western Collegiate Hockey Association (WCHA). Im Jahr 2010 wurde er zudem als vierter Spieler der UND-Geschichte zum Most Valuable Player der WCHA gewählt. Mit dem Cliff „Fido“ Purpur Award der WCHA wurde 2010 und 2011 auch sein Einsatz auf dem Eis prämiert.

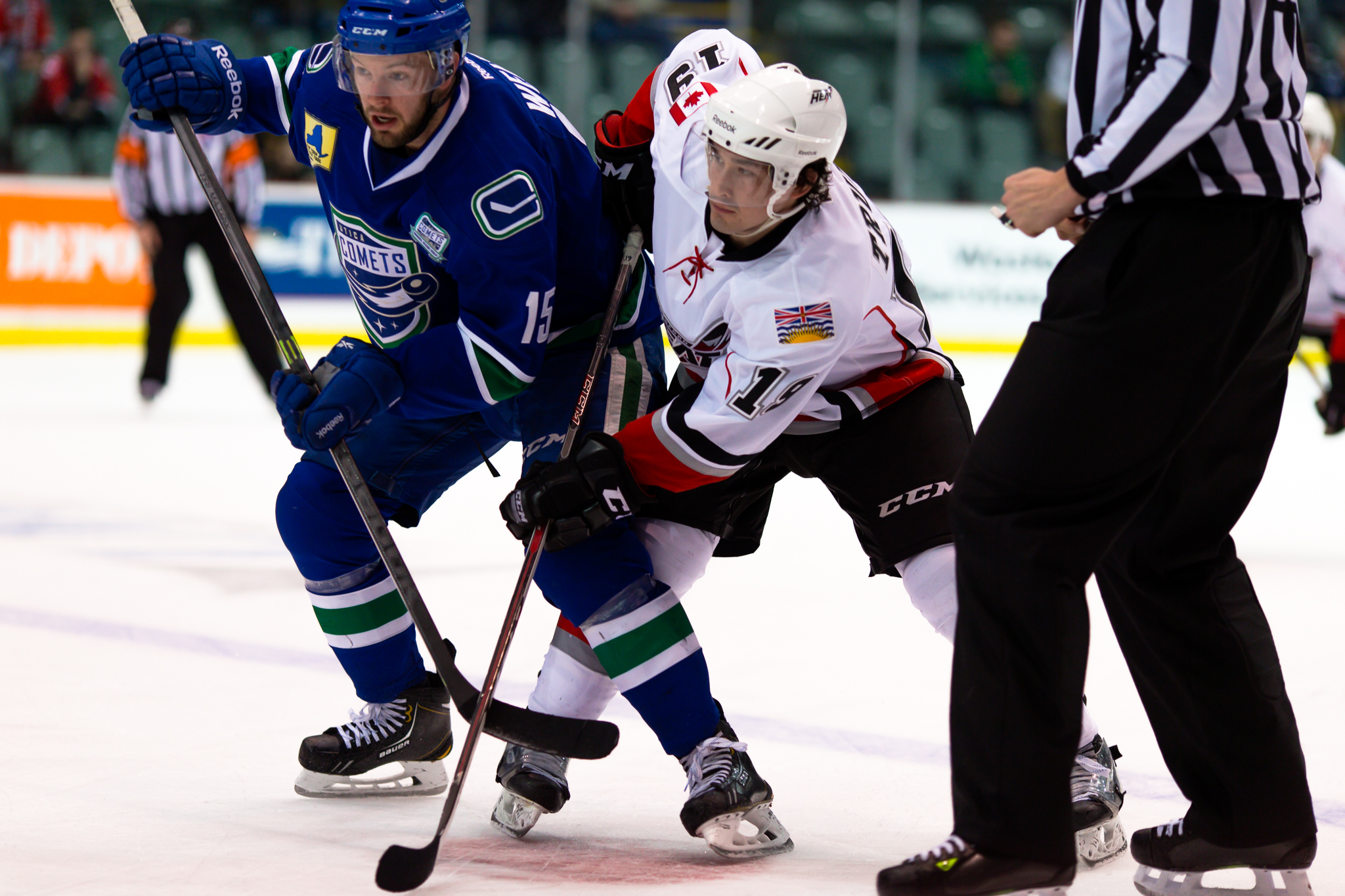
Trupp (rechts) im Trikot der Abbotsford Heat (2014)

Bei den Cincinnati Cyclones in der ECHL begann in der Saison 2011/12 dann Trupps Profikarriere. Im Januar 2012 wurde er an die Bakersfield Condors abgegeben. Mit Ende der Wechselfrist kam er im März 2013 zu den Alaska Aces in seine Heimatstadt. In der Saison 2013/14 wurde er erstmals auch in der American Hockey League (AHL) bei den Abbotsford Heat eingesetzt, verbrachte den Großteil der Spielzeit aber erneut in Alaska. In den Playoffs steuerte er 14 Scorerpunkte zum Gewinn des Kelly Cup bei. In den folgenden beiden Spielzeiten konnte sich der Center, der auch auf den Flügelpositionen eingesetzt werden konnte, als Stammkraft in der AHL etablieren. Bei den Worcester Sharks war er in der Saison 2014/15 der zweiterfolgreichste Scorer.
Nach einer Spielzeit bei den Chicago Wolves wurde Trupp im Sommer 2016 von den Augsburger Panthern aus der Deutschen Eishockey Liga (DEL) verpflichtet. Schon im Februar 2017 wurde sein Vertrag um ein weiteres Jahr verlängert. In der Saison 2018/19 lief er für den Ligakonkurrenten Iserlohn Roosters auf. Anschließend schloss sich der US-Amerikaner zur Spielzeit 2019/20 dem Dornbirner EC aus der Erste Bank Eishockey Liga (EBEL) an. Durch eine Oberkörperverletzung verpasste er einen Großteil der Saison und konnte nur elf Partien für Dornbirn absolvieren.
In der Saison 2020/21 war Trupp zunächst vereinslos, ehe er im November 2020 von den Dresdner Eislöwen aus der DEL2 unter Vertrag genommen wurde. Nachdem bei ihm im März 2021 Lymphdrüsenkrebs diagnostiziert worden war, beendete er seine Karriere. Während er sich in seiner Heimat in Alaska in Behandlung begab, half er bereits als Nachwuchstrainer bei den Anchorage Wolverines aus. Er wurde Assistenztrainer im Juniorenteam, das in der North American Hockey League (NAHL) antrat. Zur Saison 2022/23 wurde er zum Cheftrainer befördert. Seit der Spielzeit 2023/24 ist er Co-Trainer bei den Muskegon Lumberjacks aus der USHL.

## Erfolge und Auszeichnungen
| - 2006 BCHL Interior Conference Rookie of the Year - 2010 Broadmoor-Trophy-Gewinn mit der University of North Dakota - 2010 WCHA All-Tournament Team | - 2010 WCHA Most Valuable Player - 2011 Broadmoor-Trophy-Gewinn mit der University of North Dakota - 2014 Kelly-Cup-Gewinn mit den Alaska Aces |

## Karrierestatistik
(Legende zur Spielerstatistik: Sp oder GP = absolvierte Spiele; T oder G = erzielte Tore; V oder A = erzielte Assists; Pkt oder Pts = erzielte Scorerpunkte; SM oder PIM = erhaltene Strafminuten; +/− = Plus/Minus-Bilanz; PP = erzielte Überzahltore; SH = erzielte Unterzahltore; GW = erzielte Siegtore; 1 Play-downs/Relegation; Kursiv: Statistik nicht vollständig)

## Familie
Evan Trupps Bruder Hayden ist ebenfalls Eishockeyspieler. Seit 2015 ist er mit Ausnahme der Spielzeit 2020/21 durchgängig für den EHC Königsbrunn, zunächst in der Landesliga Bayern und seit 2018 in der Bayernliga, aktiv.